# بيرسي برنس
بيرسي برنس (بالإنجليزية: Percy Prince)‏ (15 أغسطس 1887 بليفربول في المملكة المتحدة - 1 ديسمبر 1973 في الولايات المتحدة) هو لاعب كرة قدم بريطاني (وحمل سابقاً جنسية المملكة المتحدة لبريطانيا العظمى وأيرلندا) في مركز الهجوم. لعب مع نادي بورنموث ونادي ساوثهامبتون.